# Массовое убийство в Горном
Массовое убийство в Горном — расстрел рядовым Рамилем Салимовичем Шамсутдиновым (р. 1999) своих сослуживцев, произошедший 25 октября 2019 года в войсковой части 54160, расположенной в ЗАТО Горный Забайкальского края, по итогам которого были убиты восемь и ранены двое военнослужащих российской армии.
Событие получило резонансное развитие в связи со своим характером, а также ввиду последующих разбирательств о причинах и мотивах расстрела военнослужащих на территории воинской части.

## Хронология событий

### Расстрел сослуживцев
22 октября 2019 года в военной части 54160 (ремонтно-техническая база, занимающаяся хранением и выдачей ядерных боеприпасов, и подчинённая 12-му главному управлению Министерства обороны РФ) рядовой Рамиль Шамсутдинов заступил в караул, продолжавшийся более трёх суток. Старший лейтенант Данил Пьянков (был убит) построил Шамсутдинова и ещё двух молодых солдат в проходе помещения для отдыха караула и приказал им стоя учить уставы внутренней службы. В дальнейшем в перерывах между дежурством Пьянков заставлял Шамсутдинова учить устав, не давая ему при этом спать. Как было установлено следствием, за трое суток в карауле Шамсутдинов спал 5 часов 8 минут вместо положенных 24 часов.
Вечером 25 октября происходила смена караула. Примерно в 18:20 по читинскому времени (12:20 мск) Шамсутдинов внезапно открыл огонь из автомата АК-74М по военнослужащим сдающей и принимающей смен. Первым был убит начальник расчёта. Большая часть оставшихся военнослужащих сразу после первых выстрелов легла на землю, трое успели спрятаться за бронетранспортёром. Также он ранил ещё двоих солдат.
Шамсутдинов без сопротивления сдался подразделению «Антитеррор», прибывшему по тревоге, как только прозвучали первые выстрелы.
В результате стрельбы погибли 8 человек, ранено двое. Были убиты четверо рядовых, а также ефрейтор, сержант, старший лейтенант и капитан.
Срочник Рамиль Шамсутдинов расстрелял восьмерых своих сослуживцев 25 октября, после чего сдался. Отец Шамсутдинова Салим говорил, что причиной случившегося стали неуставные отношения и дедовщина. В Минобороны опровергали эту возможность, объясняя случившееся личным конфликтом. Вместе с тем в показаниях Шамсутдинова, которые публиковал Telegram-канал Baza, солдат говорил, что сослуживцы угрожали его «опустить».

### Дальнейшее разбирательство
25 октября 2019 года Военная прокуратура начала проверку. В состав группы включен замруководителя военного прокурора РВСН.
В обстоятельствах дела разбирается также Следственный комитет и замминистра обороны Андрей Картаполов.
28 октября 2019 года Читинский гарнизонный военный суд арестовал рядового до 27 декабря 2019 года по делу об убийстве (части 2 ст. 105 УК РФ).
17 декабря 2019 года Шамсутдинов и еще несколько срочников были признаны потерпевшими по статье 335 УК РФ «Нарушение уставных правил взаимоотношений между военнослужащими», что было выделено в отдельное уголовное дело.
11 ноября 2019 года Главное военное следственное управление по Восточному военному округу возбудило уголовное дело о неуставных отношениях (ст. 335 УК РФ). 14 февраля 2020 года Читинский гарнизонный военный суд начал рассмотрение дела в отношении срочника Руслана Мухатова, обвиняемого в издевательствах над солдатами в войсковой части поселка Горный в Забайкальском крае.
14 февраля 2020 года было принято решение о рассмотрении уголовного дела в общем порядке. Обвиняемый по делу — Руслан Мухатов. Потерпевших — 7 человек, включая Рамиля Шамсутдинова. В деле рассматриваются два эпизода, произошедших 15 сентября 2019 года:
- избиение Мухатовым солдат;
- удар Мухатова, нанесенный Шамсутдинову.

19 июня 2020 года Следственный комитет завершил расследование уголовного дела Рамиля Шамсутдинова.
В марте 2020 года Руслан Мухатов был признан виновным по делу о неуставных отношениях и был приговорен к штрафу в 30 тысяч рублей и двум годам условно. Мухатов признался в издевательствах над Шамсутдиновым и еще семью сослуживцами. Несмотря на попытку обжалования со стороны Шамсутдинова, в мае суд оставил приговор в силе.

## Суд над Рамилем Шамсутдиновым
28 декабря 2020 года присяжные признали Рамиля Шамсутдинова виновным в расстреле восьмерых сослуживцев, но при этом заслуживающим снисхождения.
19 января 2021 года государственный обвинитель запросил для Шамсутдинова 25 лет лишения свободы в колонии строгого режима. Сам Шамсутдинов от участия в прениях и от последнего слова отказался.
21 января 2021 года 2-й Восточный окружной военный суд в Чите приговорил Шамсутдинова к 24 годам и 6 месяцам лишения свободы в колонии строгого режима. Отец осужденного оценил этот приговор как фактическую легитимацию дедовщины в армии. Адвокат со стороны потерпевших сообщил, что они считают приговор слишком мягким и будут его оспаривать. По их мнению, Шамсутдинов не заслуживает снисхождения.
21 апреля 2021 года Апелляционный военный суд оставил приговор Шамсутдинову без изменений.
Шамсутдинов имел право подать кассационную жалобу в военную коллегию Верховного суда России, однако он решил этого не делать, так как, по его словам, он «устал от повышенного внимания к своей персоне».

## Последствия
После инцидента, в ноябре 2019 года часть посетил первый зампредседателя комитета Госдумы по обороне Александр Шерин. По его словам, в части не было обнаружено «напуганных, забитых и измождённых солдат». Однако позже, по итогам проведённой проверки воинская часть 54160 была расформирована.